# Jesús María Cizaurre Berdonces

Wappen von Jesús María Cizaurre Berdonces.

Jesús María Cizaurre Berdonces OAR (* 6. Januar 1952 in Valtierra, Spanien) ist ein spanischer Ordensgeistlicher und römisch-katholischer Bischof von Bragança do Pará.

## Leben
Jesús María Cizaurre Berdonces trat der Ordensgemeinschaft der Augustiner-Rekollekten bei, legte am 10. September 1972 die ewige Profess ab und empfing am 26. Juni 1976 die Priesterweihe.
Papst Johannes Paul II. ernannte ihn am 23. Februar 2000 zum Prälaten der Territorialprälatur Cametá. Der Prälat von Marajó, José Luís Azcona Hermoso OAR, spendete ihm am 7. Mai desselben Jahres die Bischofsweihe; Mitkonsekratoren waren Jesús Moraza Ruiz de Azúa OAR, Prälat von Lábrea, und José Elias Chaves Júnior CM, emeritierter Prälat von Cametá. Als Wahlspruch wählte er Pax et fides.
Mit der Erhebung der Prälatur Cametá zum Bistum am 6. Februar 2013 ernannte Papst Benedikt XVI. Jesús María Cizaurre Berdonces zu dessen erstem Bischof.
Am 17. August 2016 ernannte ihn Papst Franziskus zum Bischof von Bragança do Pará.